# Чайковский, Иосиф Ефимович
Иосиф Ефимович Чайковский (19 августа 1923 — 15 февраля 1945) — советский военнослужащий, участник Великой Отечественной войны, командир батареи 60-го гвардейского кавалерийского полка 16-й гвардейской Черниговской кавалерийской дивизии 7-го гвардейского кавалерийского корпуса 1-го Белорусского фронта, Герой Советского Союза, гвардии капитан.

## Биография
Родился в посёлке Фастов, волостном центре Белоцерковского уезда Киевской губернии, в семье рабочего. Еврей. Член ВКП(б) с 1943 года. Проживал с родителями в Киеве, по адресу: улица Фрунзе, дом 47. Окончил 10 классов.
В 1941 году прошёл ускоренный курс обучения в 1-м Киевском Краснознамённом артиллерийском училище им. С.М. Кирова. Осенью получил звание лейтенанта. 19 октября 1941 года принёс воинскую присягу, после чего 6 ноября убыл в Среднеазиатский военный округ, где в тот момент формировалась 61-я кавалерийская дивизия. Был включён в состав 213-го кавалерийского полка командиром взвода огневой поддержки. Первое время служил на таджикской границе, с июля 1942 года — на фронтах Великой Отечественной войны. Воевал на Сталинградском фронте командиром батареи. 12 мая 1943 года был переведен на пополнение в состав 60-го гвардейского кавалерийского полка 16-й гвардейской кавалерийской дивизии, с июля занял ту же должность. В этом подразделении продолжил бои на Западном и Центральном фронтах, а после переименования последнего — на 1-м Белорусском фронте.
В период битвы за Днепр командир 2-го огневого взвода 76-мм орудий гвардии лейтенант Чайковский был впервые отмечен государственной наградой. За умелую организацию огня по позициям противника на правом берегу реки во время переправы советских войск с 19 сентября по 2 октября 1943 года, а также за свои действия в бою за правобережный хутор Галки он был награждён орденом Красной Звезды. В следующем, 1944 году, Чайковский в составе своего соединения продолжил освобождение Белоруссии, а затем и Западной Украины. 3 апреля 1944 года ему было присвоено звание старшего лейтенанта, а 29 декабря — капитана.
В ходе Висло-Одерской операции он вновь проявил свои лидерские качества. 18 января 1945 года в боях за город Томашув-Мазовецки батарея Чайковского обеспечила огневую поддержку танкового десанта, уничтожила дальнобойное орудие, батарею тяжёлых миномётов, 4 пулемётных гнезда, сумела разгромить штаб противника, где были захвачены знамёна вражеских подразделений и важная документация. За эти достижения приказом командующего артиллерией 1-го Белорусского фронта гвардии капитан был отмечен орденом Красного Знамени.

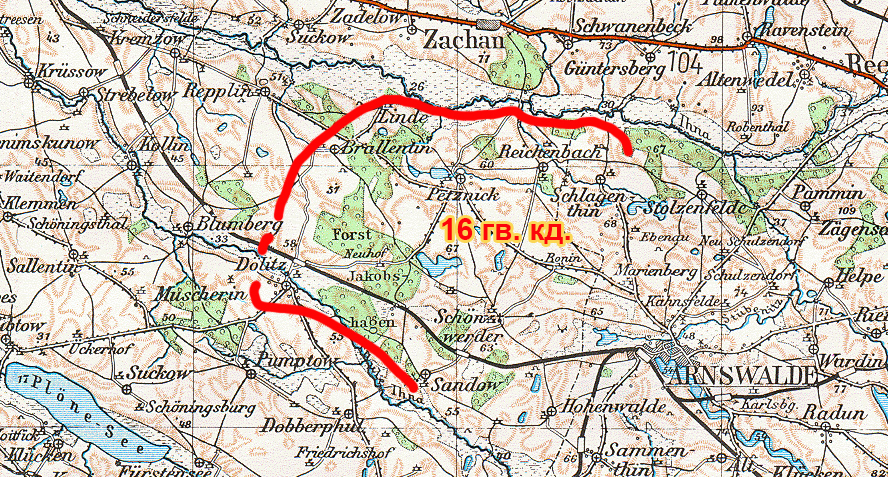
Примерный участок линии фронта 16-й гвардейской кавалерийской дивизии по состоянию на 15 февраля 1945 года.

В последующей Восточно-Померанской операции Чайковский проявил исключительную отвагу. К 13 февраля части его дивизии вышли в Восточном Поморье на линию Шлагентин—Линде—Браллентин—Дёлитц—Зондон и заняли оборону на южном берегу Ины. Рубеж обороны представлял собой вытянутую на северо-запад дугу, в центре которой находился населённый пункт Петцник. 15 февраля 1945 года, перегруппировавшись и создав численный перевес на данном участке фронта, противник предпринял мощную контратаку силой до 2000 человек, 30 танков, при поддержке 10 миномётных и артиллерийских батарей. На острие удара оказались позиции гвардейцев 60-го кавалерийского полка, за которыми находилась батарея Чайковского. Кавалеристы дрались отчаянно, но враг, не считаясь с потерями, смог продавить защитные порядки в направлении Райхенбах, Петцник и Браллентин, и взять батарею в оперативное окружение. В сложившихся обстоятельствах, командир батареи отдал приказ выкатить орудия на прямую наводку и принять бой. Когда вышел из строя командир расчёта одной из пушек, Чайковский лично встал к прицелу. В его направлении шло шесть танков, офицер подбил 3 из них, остальные замедлили ход. В это время пошла в бой вражеская пехота, гвардии капитан перенёс свой огонь на неё, смог сжечь 4 бронетранспортёра, рассеял и частично уничтожил около роты вражеских автоматчиков. В этом бою он погиб. В пылу сражения танк противника смог подобраться и расстрелять пушку Чайковского с расстояния 15-20 метров, после чего переехал её и труп героя.
Первоначально был похоронен невдалеке от места своего последнего боя, на северо-западной окраине села Райхенбах (ныне — Радачево, Хощненского повета, Западно-Поморского воеводства Польши). Впоследствии останки были перенесены в братскую могилу в польском городе Валбжих.
Указом Президиума Верховного Совета СССР от 31 мая 1945 года за мужество и героизм, проявленные в боях с немецко-фашистскими захватчиками, гвардии капитану Чайковскому Иосифу Ефимовичу посмертно присвоено звание Героя Советского Союза.

## Награды

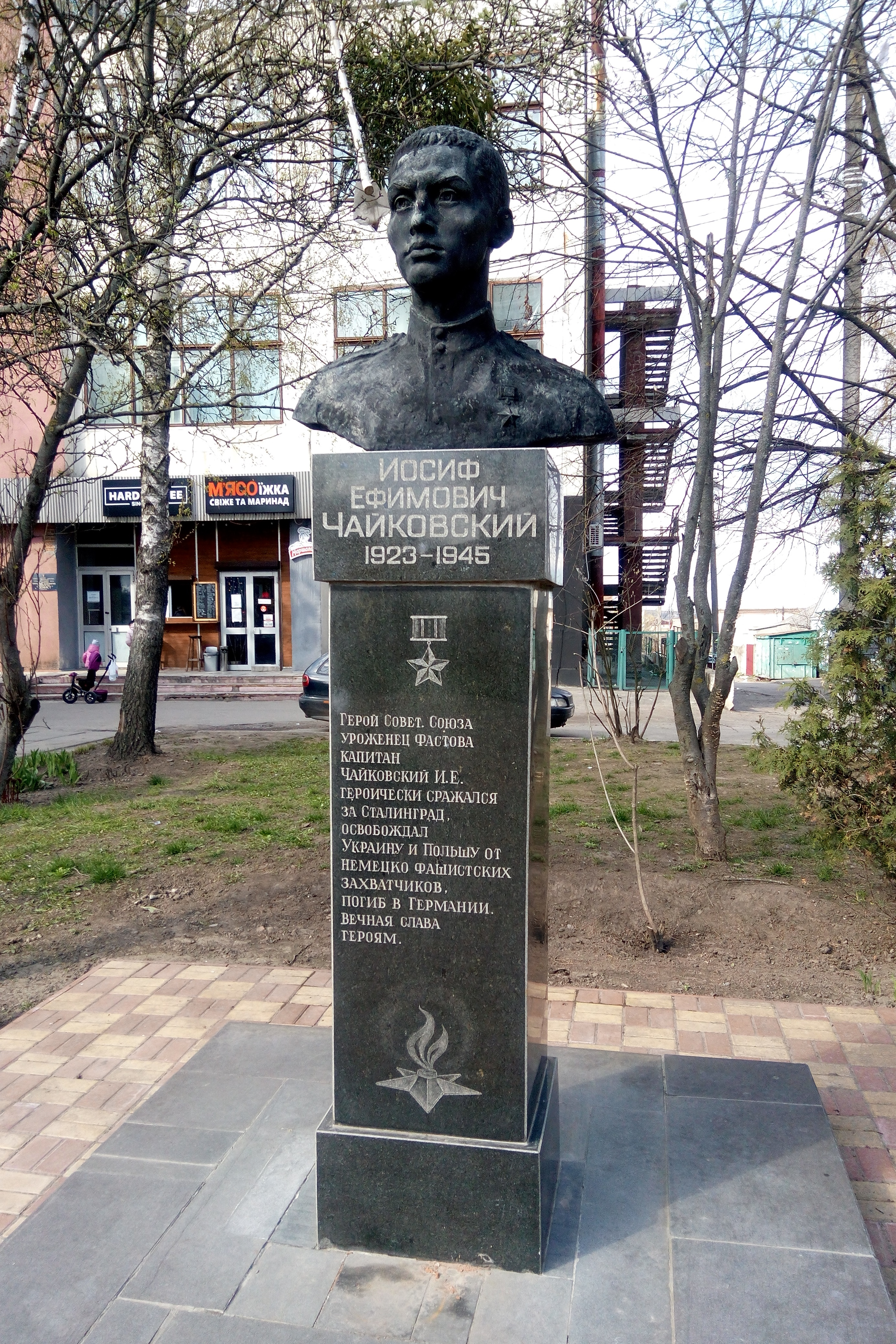
Бюст И. Е. Чайковского в Фастове

- медаль «Золотая Звезда» Героя Советского Союза (31.05.1945[10]);
- орден Ленина (31.05.1945[10]);
- орден Красного Знамени (03.03.1945[8]);
- орден Красной Звезды (03.12.1943[7]);
- медаль «За оборону Сталинграда» (15.04.1944[11]).

## Память
Имя Героя носил пионерский отряд Березнянской средней школы Менского района Черниговской области. В школе № 19 в Киеве, где учился Герой, установлена мемориальная доска.